# Mesa 3D

Hardwarová akcelerace grafiky v Linuxu a Mesa

Implementace EGL API v Mesa, libwayland-EGL a Wayland

Rozdíl mezi ovladači DRI a Gallium3D

Mesa 3D (často jen Mesa) je open source implementací knihovny 3D grafiky OpenGL pro renderování 3D grafiky na různých platformách. Byla původně vyvinuta v srpnu 1993 Brianem Paulem. Přestože Mesa 3D není oficiálně licencovaná OpenGL implementace, struktura, syntax a sémantika API se shoduje s OpenGL. Ve své současné podobě lze zkompilovat prakticky na všech moderních platformách. Mesa je využívána například v X.Org (X.org je implementace GUI pro systémy Linux, Mac OS X a další BSD systémy).

## Vlastnosti
Momentálně Mesa 3D podporuje celkem 9 grafických API: OpenGL, Open GL ES1/ES2/ES3 (podskupina Open GL pro mobilní zařízení a herní konzole), Vulkan, EGL, OpenMAX, OpenCL, VDPAU a VA-API.
Přestože OpenGL je pro Mesa primárním API, není však oficiální náhradou OpenGL a není nijak s OpenGL spojena. Autorizaci autorům Mesa 3D, nikoliv však licenci pro využití syntaxe OpenGL poskytuje Silicon Graphics, Inc.
Pokud podporovaný systém nemá žádné OpenGL řešení, lze jej pomocí Mesa implementovat. Mesa podporuje zařízení například od Intel, AMD, NVIDIA, Qualcomm, Broadcom nebo Vivante a také virtuální grafické procesory VMware a VirGL.
Dříve byly podporovány ovladače pro starší operační systémy (např. MS-DOS, DEC OpenVMS) a grafické procesory (např. ATI Rage 128, S3 Savage, NVIDIA Riva TNT - GeForce 4, Intel i830 - i865). Ovladače byly odstraněny, protože zmíněný software a hardware již prakticky není podporován. Momentálně se kód těchto ovladačů nachází v Git repozitáři Mesa 3D.
Mesa 3D podporuje velkou škálu operačních systémů. Primárně se vyvíjí pro Linux, ale může být použita i na Windows (pomocí Mesa3D-Windows project), Haiku a v jiných UNIX-like OS: BSD a jeho distribuce (FreeBSD, OpenBSD, macOS, NetBSD) nebo Solaris.
Mesa je open-source projekt, proto jej mohou vylepšovat a přispívat k rozvoji jak profesionální, tak dobrovolní vývojáři, kteří se zajímají o rozvoj tohoto projektu. Velké společnosti a mnoho nezávislých vývojářů se podílí na vývoji Mesa, proto je Mesa pravidelně aktualizována. V současnosti jsou největší přispěvatelé firrmy Google, AMD, Intel, Valve, Collabora a VMware.
Od roku 2016 Mesa 3D plně podporuje OpenGL 4.3 a většinu rozšíření z OpenGL 4.4 a 4.5.
Verze Mesa 3D 12.0 roku 2016 obsahuje implementaci nového API Vulkan od skupiny Khronos Group, která  vyvíjí i OpenGL.
Původně se Mesa vyvíjela na platformě FreeDesktop.org. V roce 2018 platforma přemístila vývoj projektu Mesa a dalších (Wayland, X.org, systemd, GStreamer) na platformu GitLab, která poskytuje víc možností pro práci s Git-repozitářemi.